# Gare de Statte
La gare de Statte est une gare ferroviaire belge de la ligne 125 de Liège à Namur située sur le territoire de la commune de Huy dans le faubourg de Statte, en Région wallonne dans la province de Liège.
Elle est mise en service en 1868 par la Compagnie du Nord - Belge. C'est une halte ferroviaire de la Société nationale des chemins de fer belges (SNCB) desservie par des trains InterCity (IC), Omnibus (L) et d'Heure de pointe (P).

## Situation ferroviaire
Établie à 72 mètres d'altitude, la gare de Statte est située au point kilométrique (PK) 30,4 de la ligne 125, de Liège à Namur, entre les gares de Huy et de Bas-Oha. Gare de bifurcation, elle est l'origine de la ligne 126, de Statte à Ciney (partiellement fermée et désaffectée), subsiste un trafic fret sur la section de Statte à Marchin, et l'aboutissement de la ligne 127, de Landen à Statte (partiellement fermée et désaffectée).

## Histoire

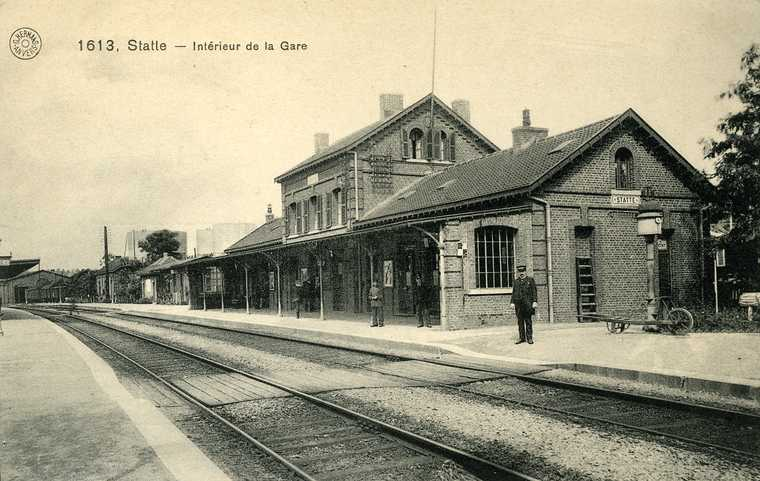
La gare entre 1910 et 1919

La ligne de Namur à Liège est mise en service en 1850-1851 et comporte une gare à Huy mais pas à Statte.
La station de Statte est finalement mise en service le 11 juin 1868 par la Compagnie du Nord - Belge.
Statte devient une gare de bifurcation le 10 juin 1872 lorsque la section de Statte à Modave (via Huy-Sud) de la ligne du Chemin de fer Hesbaye-Condroz est inaugurée. Elle sera prolongée vers Landen (22 novembre 1875) puis Ciney (1877), cette société ayant passé un accord avec les Chemins de fer de l'État belge pour que cette dernière s'occupe de l'exploitation.
Statte restera une gare d'échange entre les trains de l’État belge (SNCB depuis 1926) et du Nord - Belge jusqu'à la nationalisation de ce dernier en 1940. Elle constituait également un terminus pour nombre de trains de voyageurs locaux des lignes 126 et 127, supprimés en 1962-1963.

## Service des voyageurs

### Accueil
Halte SNCB, c'est un point d'arrêt non géré (PANG) à accès libre.

### Desserte
Statte est desservie par des trains InterCity (IC), Omnibus (L) et d'Heure de pointe (P) de la SNCB qui effectuent des missions sur la ligne commerciale 125.
En semaine, la desserte comprend deux trains par heure, cadencés toutes les heures ainsi que quelques trains d'heure de pointe :
- des trains IC-18 entre Liège-Saint-Lambert et Bruxelles-Midi via Namur. Deux de ces trains sont prolongés vers Tournai l’après-midi et depuis Tournai le matin. Le matin, lors des vacances, un autre train continue vers Ostende (retour l’après-midi) ;
- des trains L entre Liège-Guillemins et Namur ;
- un train P dans chaque sens entre Statte et Liège-Guillemins (le matin) ;
- deux trains P entre Huy et Namur (le matin) ;
- deux trains P entre Namur et Huy (l'après-midi) ;
- un unique train P entre Liège-Guillemins et Statte (l'après-midi).

Les week-ends et jours fériés, la desserte se limite à des trains IC-25 entre Liers et Mouscron, via Charleroi et Mons, ainsi que des trains L entre Liège-Guillemins et Namur (toutes les deux heures).

### Intermodalité
Un parc pour les vélos et un parking pour les véhicules y sont aménagés.

## Comptage voyageurs
Ce graphique et tableau montre le nombre de voyageurs embarquant en moyenne durant la semaine, le samedi et le dimanche.
| Nombre de passagers qui embarquent à la gare de Statte | Nombre de passagers qui embarquent à la gare de Statte | Nombre de passagers qui embarquent à la gare de Statte | Nombre de passagers qui embarquent à la gare de Statte |
|                                                        | Semaine                                                | Samedi                                                 | Dimanche                                               |
| ------------------------------------------------------ | ------------------------------------------------------ | ------------------------------------------------------ | ------------------------------------------------------ |
| 1977                                                   | 798                                                    | 211                                                    | 189                                                    |
| 1978                                                   | 753                                                    | 304                                                    | 223                                                    |
| 1979                                                   | 787                                                    | 213                                                    | 196                                                    |
| 1980                                                   | 705                                                    | 170                                                    | 148                                                    |
| 1981                                                   | 700                                                    | 214                                                    | 214                                                    |
| 1982                                                   | 804                                                    | 195                                                    | 151                                                    |
| 1983                                                   | 651                                                    | 122                                                    | 125                                                    |
| 1984                                                   | 576                                                    | 118                                                    | 99                                                     |
| 1985                                                   | 542                                                    | 149                                                    | 147                                                    |
| 1986                                                   | 554                                                    | 77                                                     | 100                                                    |
| 1987                                                   | 516                                                    | 103                                                    | 89                                                     |
| 1988                                                   | 523                                                    | 149                                                    | 135                                                    |
| 1989                                                   | 434                                                    | 92                                                     | 93                                                     |
| 1990                                                   | 394                                                    | 97                                                     | 93                                                     |
| 1991                                                   | 438                                                    | 126                                                    | 125                                                    |
| 1992                                                   | 426                                                    | 86                                                     | 90                                                     |
| 1993                                                   | 349                                                    | 80                                                     | 71                                                     |
| 1994                                                   | 394                                                    | 108                                                    | 72                                                     |
| 1995                                                   | 308                                                    | 85                                                     | 85                                                     |
| 1996                                                   | 448                                                    | 114                                                    | 87                                                     |
| 1997                                                   | 481                                                    | 113                                                    | 86                                                     |
| 1998                                                   | 483                                                    | 101                                                    | 84                                                     |
| 1999                                                   | 389                                                    | 97                                                     | 104                                                    |
| 2000                                                   | 336                                                    | 119                                                    | 98                                                     |
| 2001                                                   | 357                                                    | 94                                                     | 104                                                    |
| 2002                                                   | 444                                                    | 109                                                    | 66                                                     |
| 2003                                                   | 437                                                    | 98                                                     | 118                                                    |
| 2004                                                   | 454                                                    | 140                                                    | 88                                                     |
| 2005                                                   | 461                                                    | 118                                                    | 124                                                    |
| 2006                                                   | 521                                                    | 152                                                    | 106                                                    |
| 2007                                                   | 538                                                    | 138                                                    | 142                                                    |
| 2008                                                   | -                                                      | -                                                      | -                                                      |
| 2009                                                   | 537                                                    | 140                                                    | 95                                                     |
| 2010                                                   | -                                                      | -                                                      | -                                                      |
| 2011                                                   | -                                                      | -                                                      | -                                                      |
| 2012                                                   | 580                                                    | 132                                                    | 153                                                    |
| 2013                                                   | 583                                                    | 157                                                    | 186                                                    |
| 2014                                                   | 583                                                    | 195                                                    | 176                                                    |
| 2015                                                   | 586                                                    | 181                                                    | 107                                                    |
| 2016                                                   | 485                                                    | 158                                                    | 130                                                    |
| 2017                                                   | 461                                                    | 182                                                    | 244                                                    |
| 2018                                                   | 465                                                    | 653                                                    | 600                                                    |
| 2019                                                   | 396                                                    | 275                                                    | 220                                                    |
| 2020                                                   | 307                                                    | 117                                                    | 106                                                    |
| 2021                                                   | -                                                      | -                                                      | -                                                      |
| 2022                                                   | 535                                                    | 278                                                    | 225                                                    |
| 2023                                                   | 518                                                    | 1 625                                                  | 1 389                                                  |
| 2024                                                   | 529                                                    | 205                                                    | 225                                                    |

## Galerie de photographies

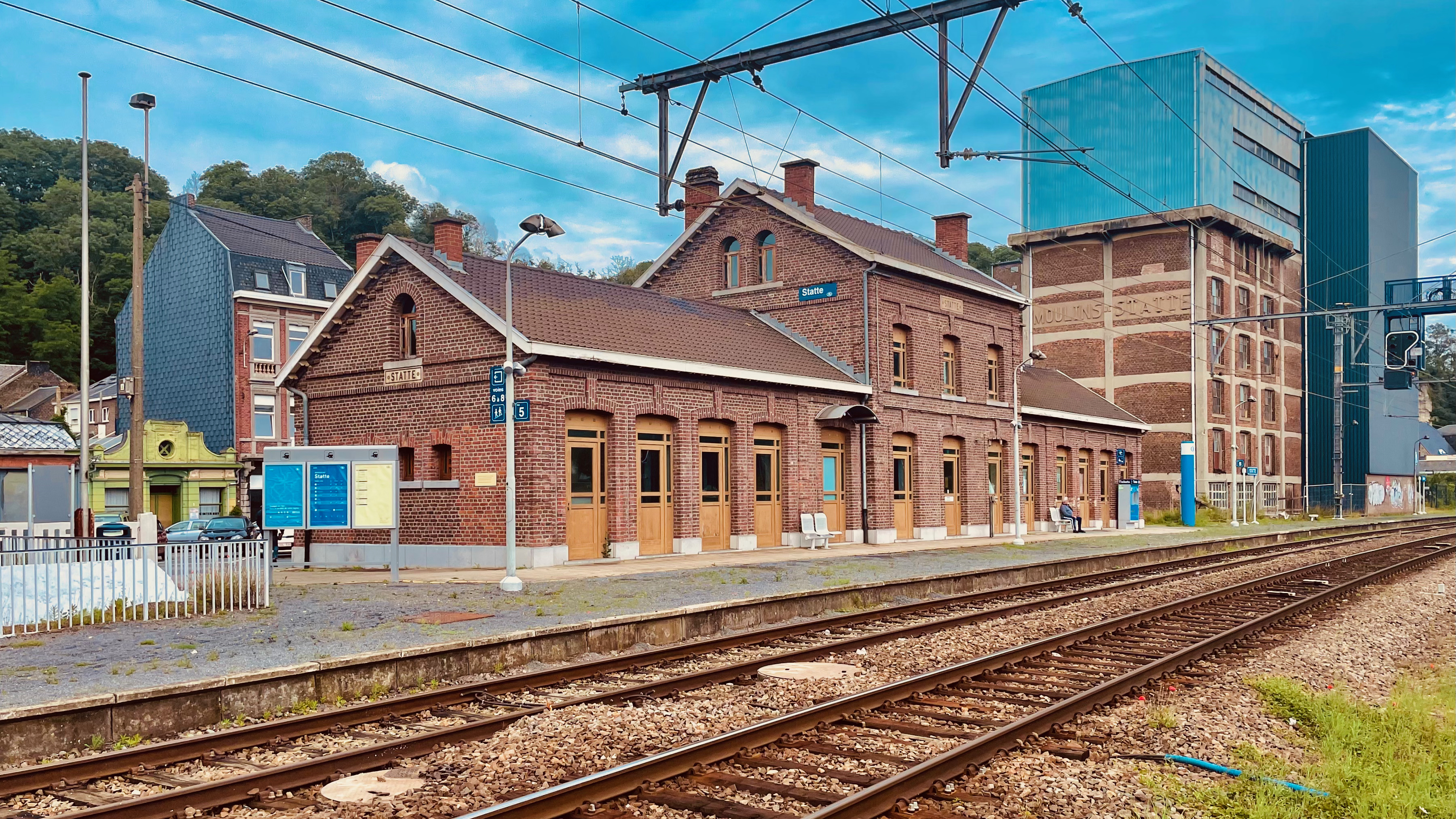
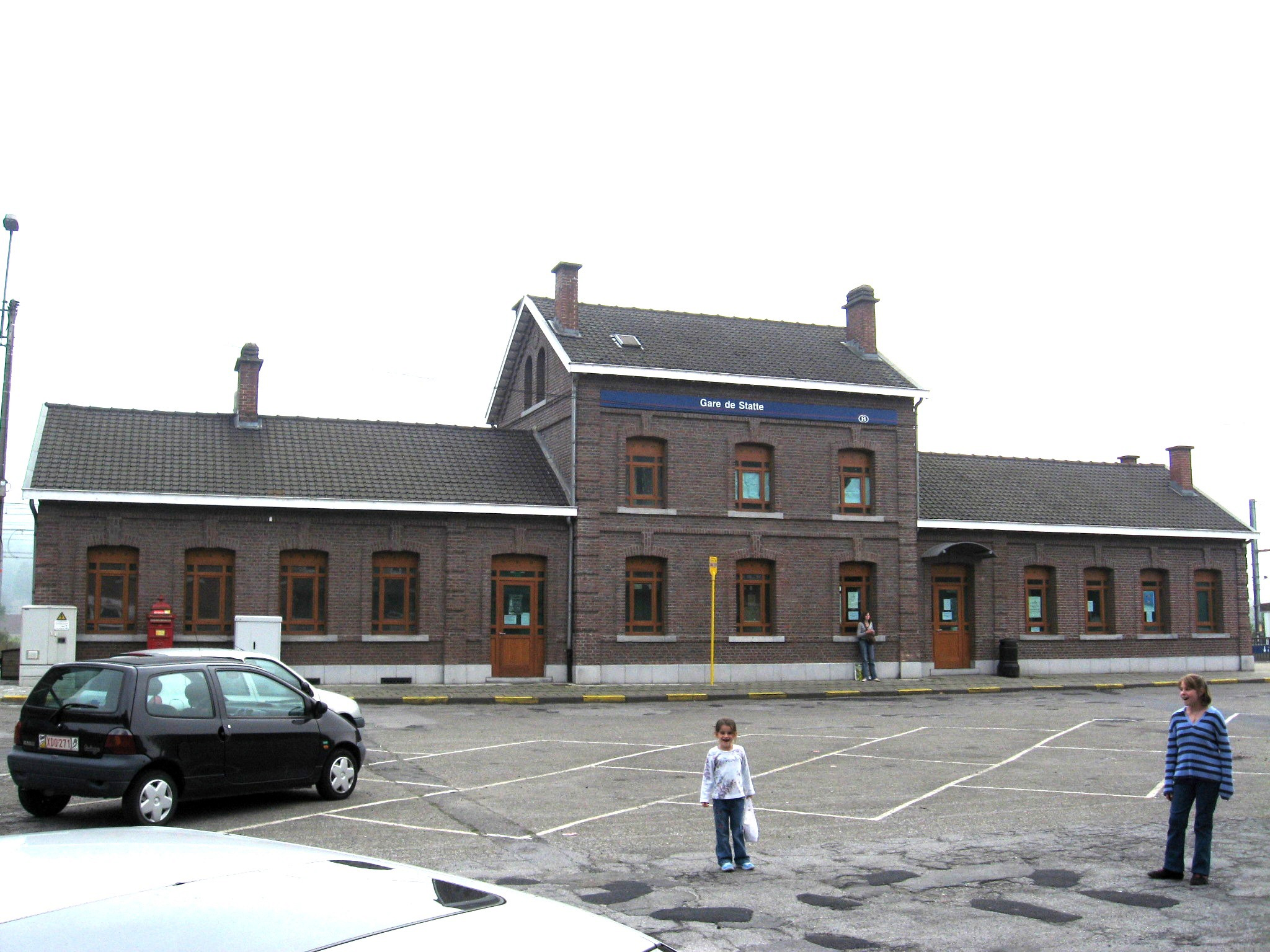
Bâtiment voyageurs construit par le Nord-Belge.
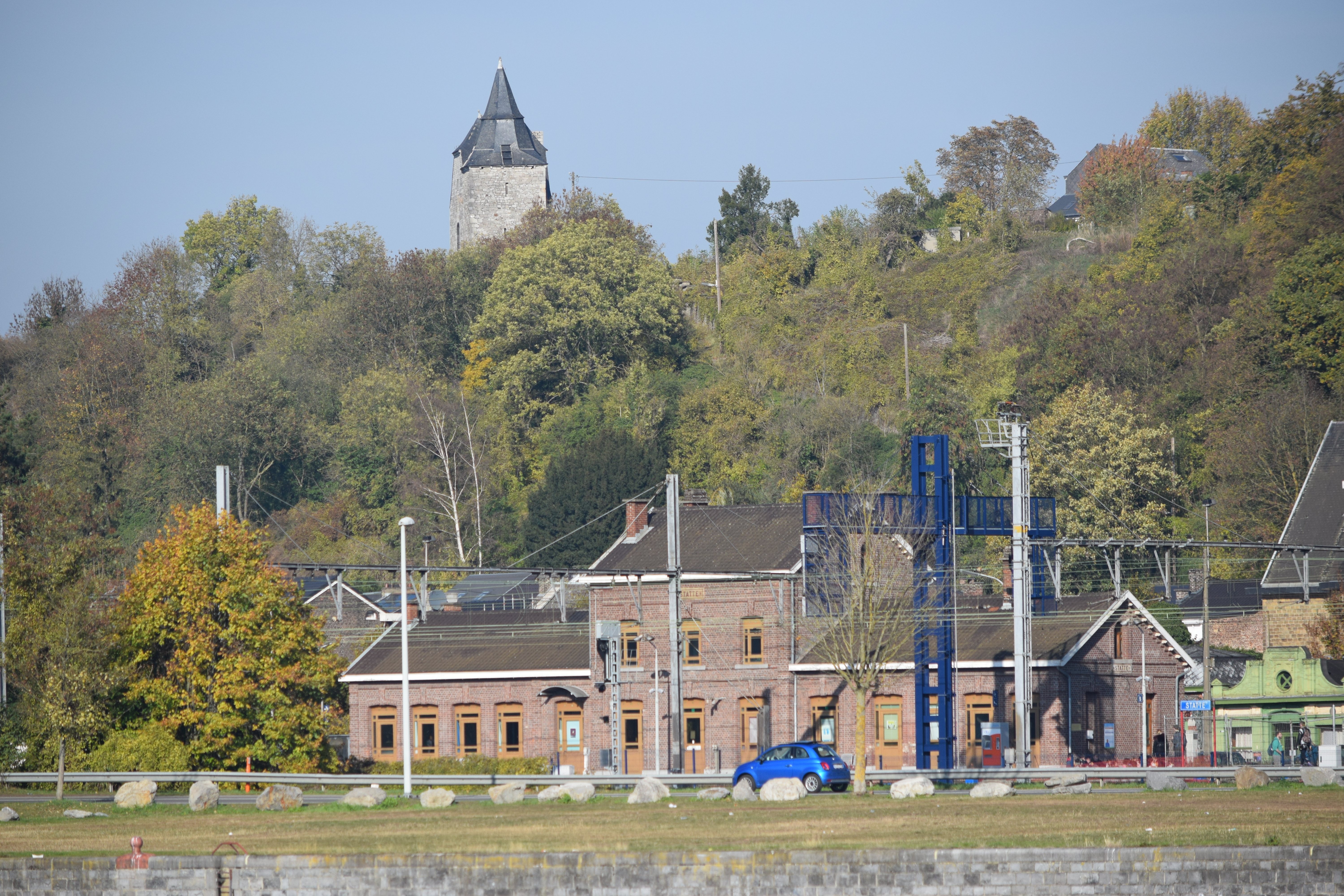
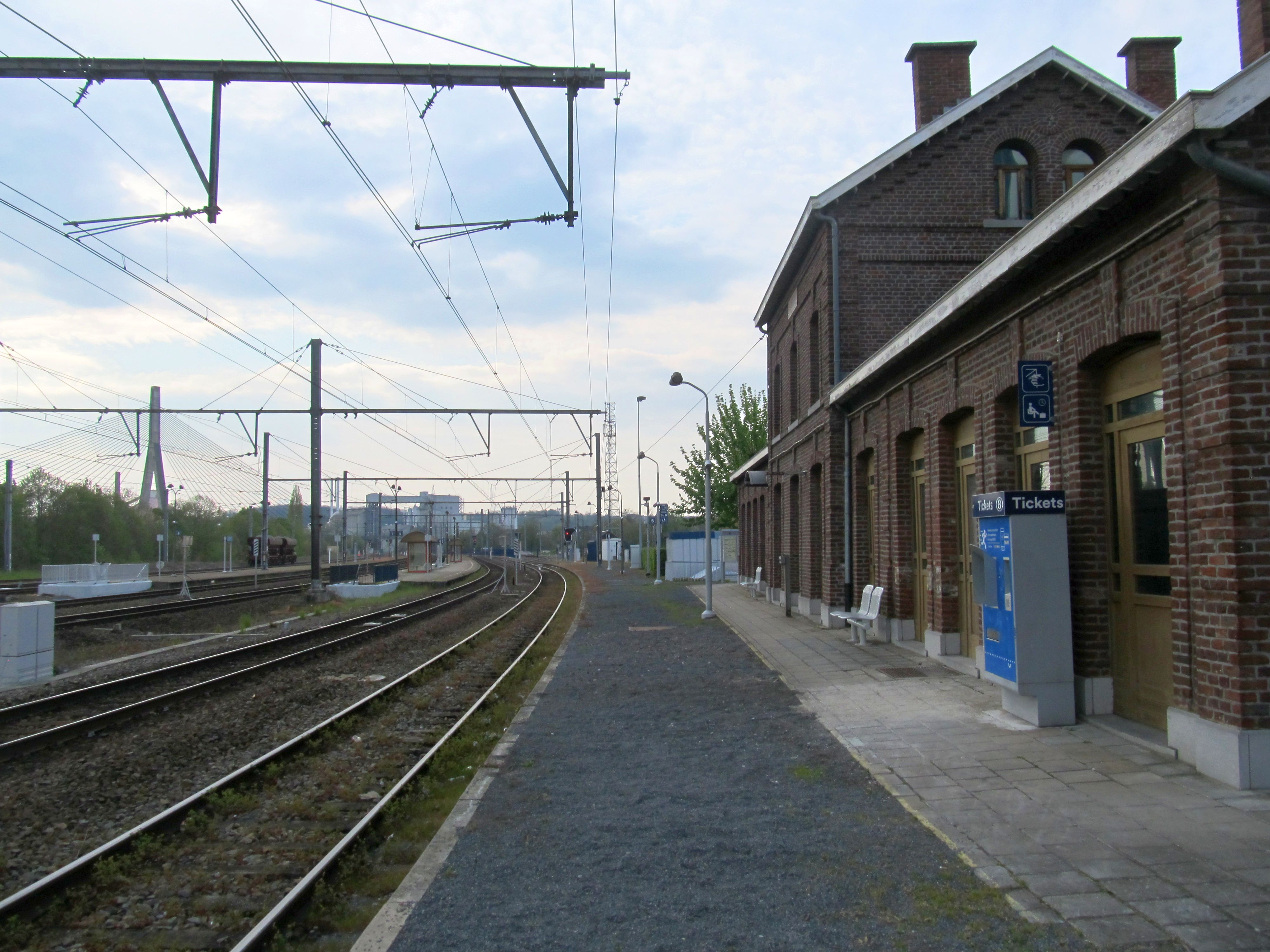
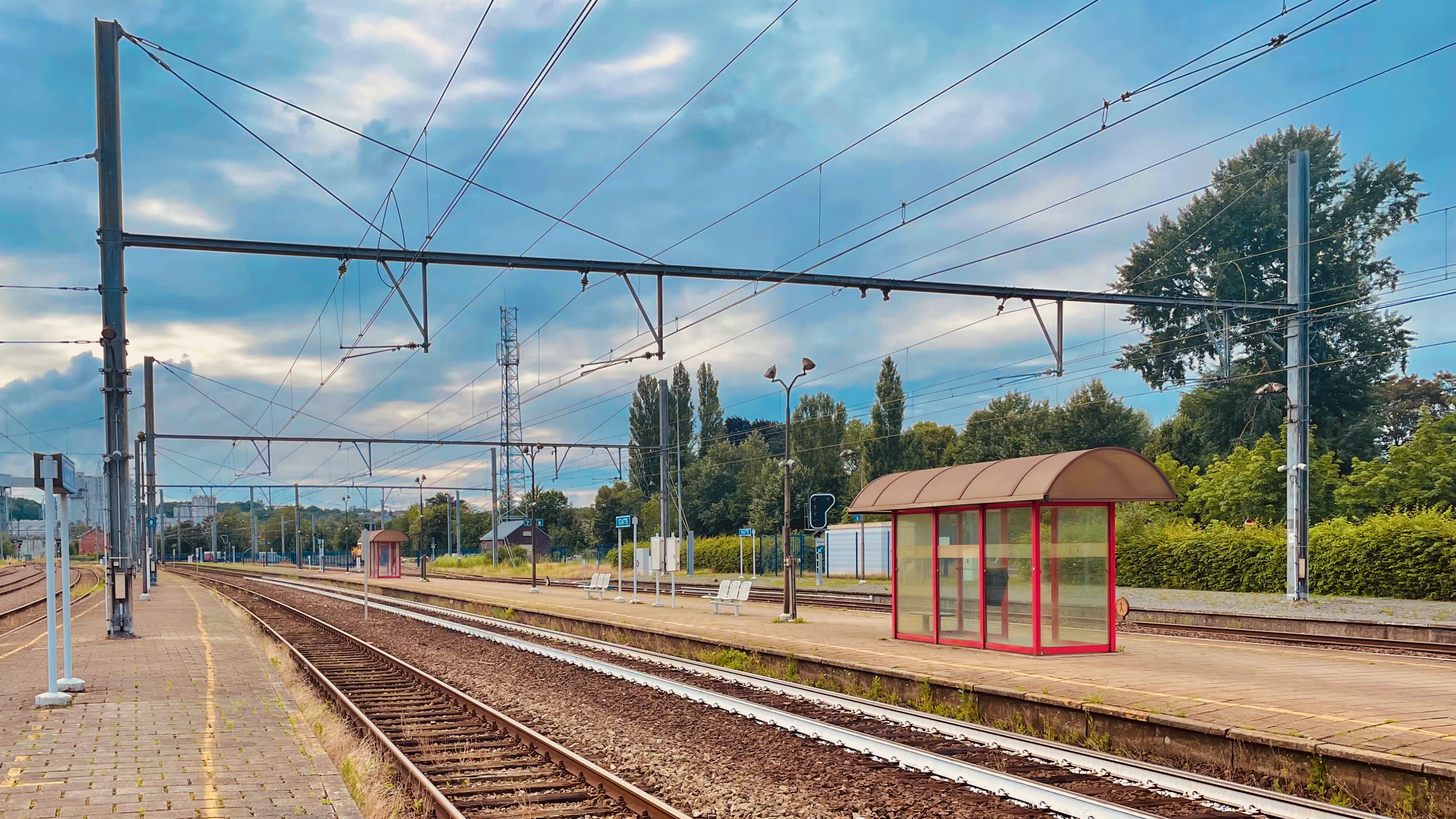
Quais.
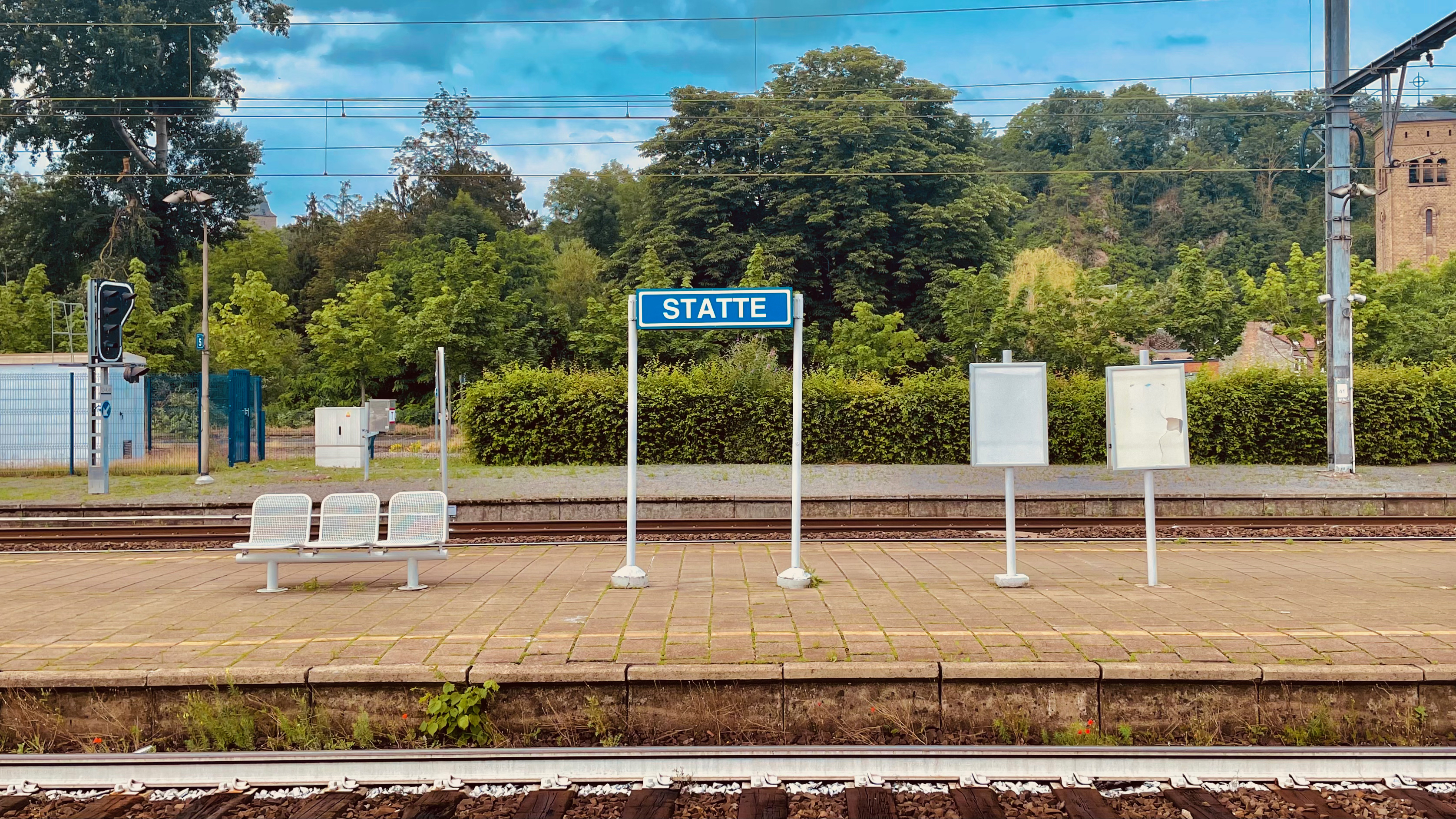
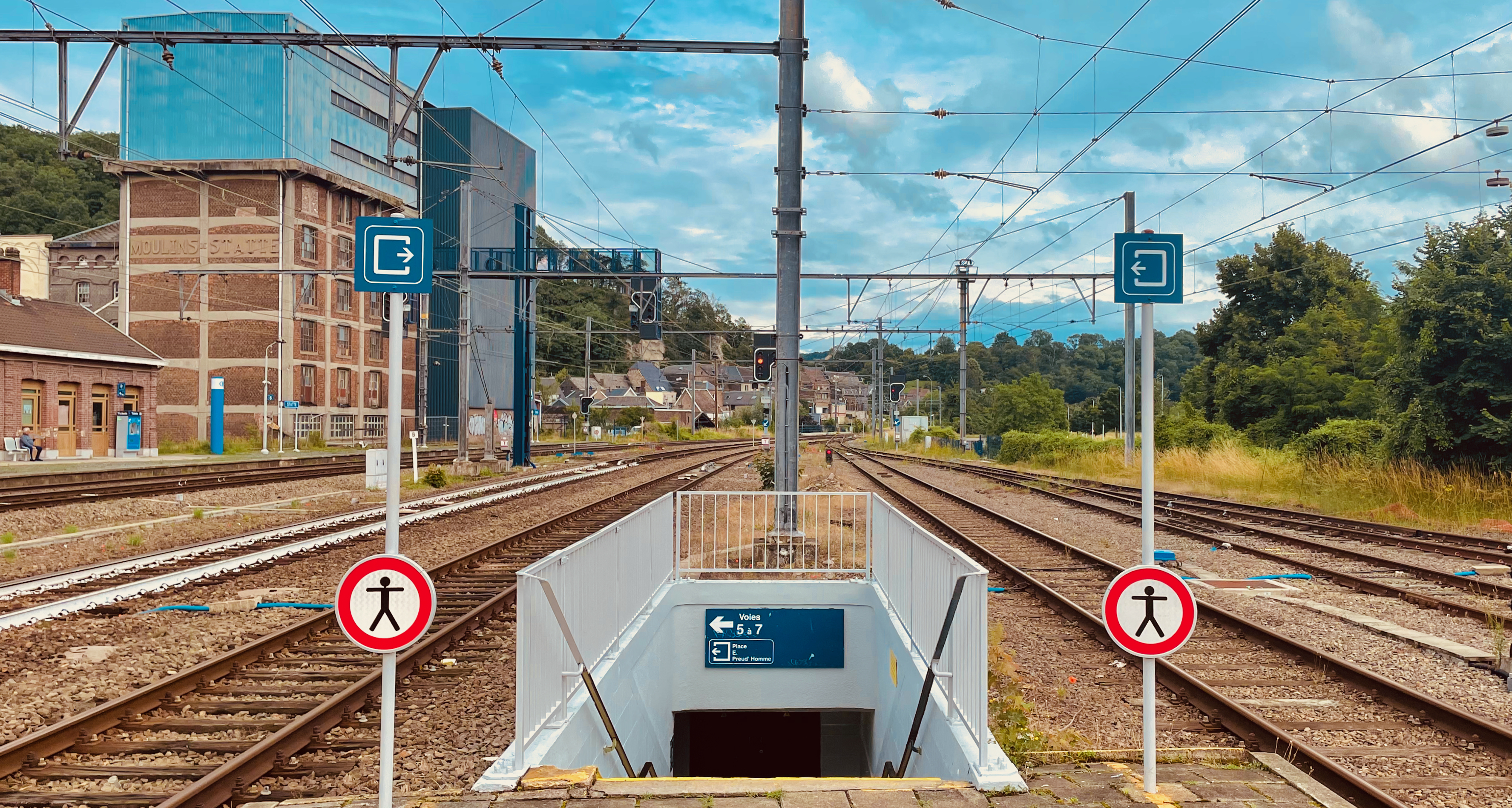
Souterrain.